# Guldborg Chemnitz
Marie Guldborg Chemnitz (* 27. Januar 1919 in Qassimiut; † 2003) war eine grönländische Dolmetscherin, Kommunalpolitikerin und Frauenrechtlerin.

## Leben
Guldborg wurde als ältestes Kind des Dolmetschers Jørgen Chemnitz (1890–1956) und der Frauenrechtlerin Vilhelmine Else Kathrine Dorthe Josefsen (1894–1978) geboren. Der Intendant Jørgen Chemnitz (1923–2001) und der Politiker Lars Chemnitz (1925–2006) waren ihre Brüder.
In ihrer Familie wurde viel Wert auf Bildung gelegt. Als Guldborg wünschte, die dänische Sprache lernen zu wollen, wurde sie 1934 zu einer Familie in Dänemark gegeben, wo sie deren Kultur und Sprache kennenlernte. Von 1936 bis 1938 besuchte sie die Efterskole in Aasiaat. Zu diesem Zeitpunkt war weiterführende Bildung für Mädchen in Grönland wenig verbreitet und die zwei Jahre zuvor eröffnete Mädchenschule war nur der Elite vorbehalten. 1938 wurde sie zur Weiterausbildung nach Dänemark geschickt, organisiert von einem Komitee, das der Bildung von Grönländerinnen nach europäischem Standard diente. Wegen des Zweiten Weltkriegs konnte sie ihre Ausbildung jedoch nicht absolvieren und kehrte 1939 nach Grönland zurück. Guldborg heiratete am 7. Juni 1942 den dänischen Schafzüchterassistenten Finn Christoffersen (1915–1990), Sohn des Kaufmanns Hans Peter Christoffersen und seiner Frau Ane Hansine Hansen. Aus der 1954 geschiedenen Ehe gingen vier Kinder hervor: Naja Annie (* 1943), Ejvind Axel (* 1944), Diane Annette (* 1945) und Bjørn (* 1946). Bjørn starb noch als Säugling. Sie verbesserte ihre Dänischkenntnisse und wurde 1948 als Dolmetscherin bei der juristischen Expedition eingesetzt, sie diente aber auch als Kulturvermittlerin und Forschungsassistentin. Der Expeditionsleiter Verner Goldschmidt kannte sie über ihren Vater, der bei einer Radiosendung über das Rechtswesen Grönlands geholfen hatte. Nach der Expedition erhielt sie einen Job an Grønlands Landsret als Dolmetscherin und Protokollantin. 1958 wurde sie Dolmetscherin im von Verner Goldschmidt geleiteten Gesellschaftsforschungsausschuss. 1964 legte sie ihr Übersetzerexamen ab – als erste grönländische Frau und dritter Grönländer überhaupt. Von 1964 bis 1968 war sie Übersetzerin im Grönlandsministerium, von 1968 bis 1972 im Sekretariat von Grønlands Landsråd und von 1972 bis 1975 wieder beim Gesellschaftsforschungsausschuss. Anschließend wurde sie Beraterin bei der Frauenvereinigung Kalaallit Nunaanni Arnat Peqatigiit Kattuffiat (APK), war von 1976 bis 1979 Chefsekretärin bei Grönlands Informationsbund und danach bis 1987 Übersetzerin bei der Reichsombudsschaft.
1948 wurde das Wahlrecht für Frauen in Grönland eingeführt und 1951 kandidierte Guldborg Chemnitz für den Rat der Gemeinde Nuuk. Sie wurde als erste Frau in einen Gemeinderat gewählt und blieb dort bis 1954. Erst 1983 kandidierte sie erneut – für die Atassut – und war anschließend unter anderem zweite Vizebürgermeisterin. Sie saß in zahlreichen Ausschüssen.
Guldborg Chemnitz gab zusammen mit anderen mehrere Publikationen zu gesellschaftswissenschaftlichen, juristischen oder frauenpolitischen Themen heraus oder hielt dazu Vorträge oder veröffentlichte Zeitungs- und Zeitschriftenartikel. Über ihre Mutter mit der Frauenbewegung konfrontiert, war auch Guldborg als Frauenrechtlerin tätig. 1965 wurde sie als Vertreterin Grönlands in die dänische Frauenkommission berufen, die nach zehn Jahren vier Publikationen als Ergebnisse herausbrachte. 1975 war sie die grönländische Vertreterin bei der UN-Frauenkonferenz in Mexiko-Stadt. Sie war Vorsitzende der APK in Nuuk und von 1979 bis 1982 Landesvorsitzende.
1964 erhielt sie den Antoniusprisen, wurde 1987 Ritterin des Dannebrogordens und erhielt am 4. September 1998 den Nersornaat in Silber.

## Werke
- 1964: Grønland i udvikling (mit Verner Goldschmidt)
- 1967: Artikler om retsplejens vilkår og virke i det grønlandske samfund (mit Agnete Weis Bentzon)
- 1975: Samfund og kriminalitet i grønlandske byområder (mit Verner Goldschmidt)
- 1980: Kvinders liv og vilkår i Grønland (Mitredakteurin)